# Exhumace (boulderová cesta)

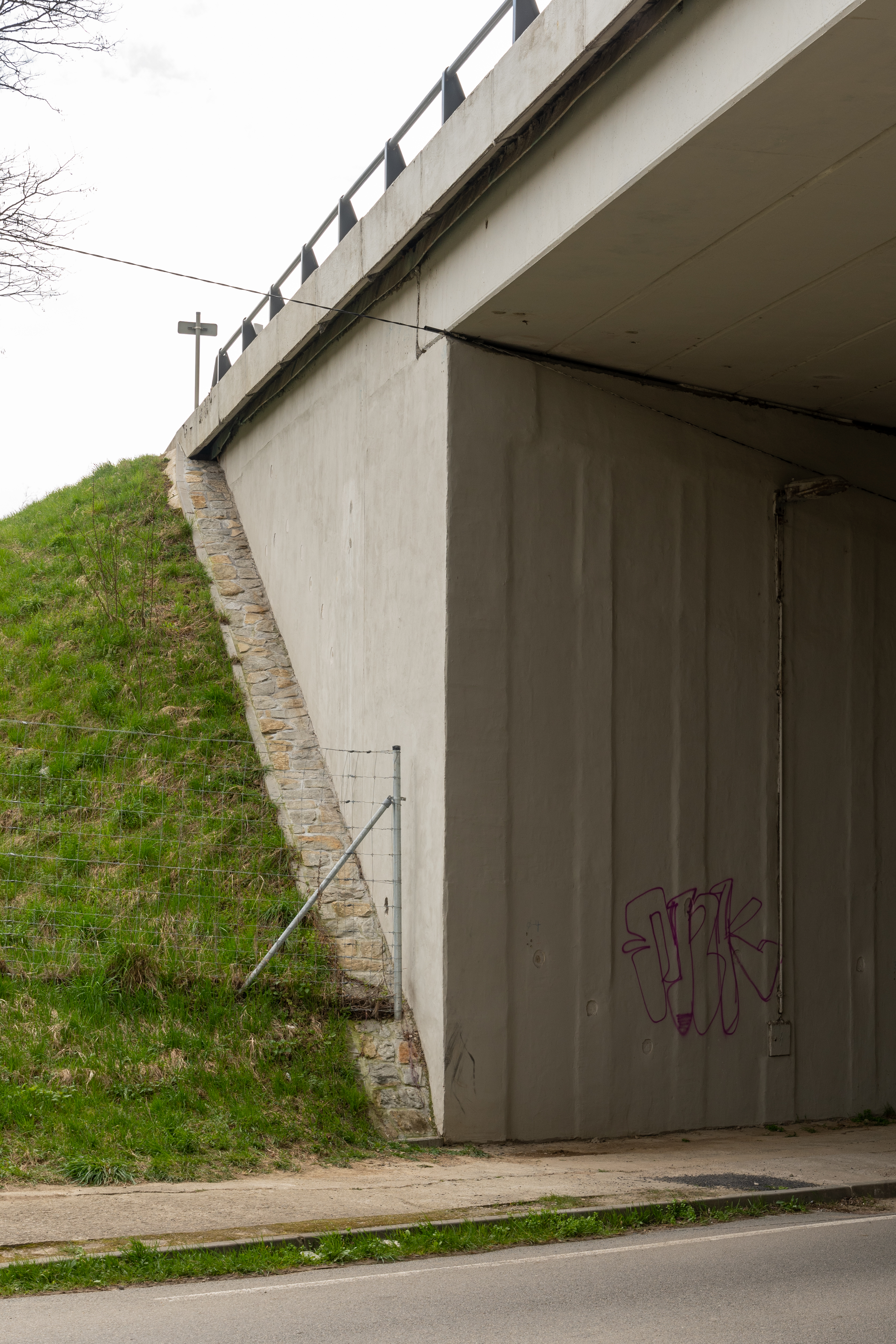
Hrana opěry mostu na níž se cesta nachází (po omítnutí betonu je cesta nezdolatelná)

Exhumace je boulderová cesta v Hustopečích na Břeclavsku. Nachází se na betonové opěře mostu dálnice D2 přes Havlíčkovu ulici. Klasifikována je obtížností 8b a na délku měří 7 metrů. Cesta je zdolatelná díky specificky tvarované hraně, která svírá úhel menší než 90°, pomocí techniky podobné žábě.

## Historie
O prvovýstup se postaral v roce 2002 evangelický farář a lezec Ivo David. Na výstup trénoval tři čtvrtě roku, cestu poté zdolal s časem pod dvě minuty. K myšlence na zdolání cesty jej přivedl lezec Tomáš „Svišť“ Pilka, který Davida motivoval i tím, že cestu do výšky čtyř metrů natřel magnesiem. Druhý výstup provedl koncem roku 2019 lezec Adam Ondra v přítomnosti Iva Davida i Tomáše Pilky. Po svém výstupu zhodnotil Ondra tuto cestu jako nejlepší boulder, jaký byl kdy postaven. O zdolání Exhumace se v roce 2021 za asistence Adama Ondry pokusil norský lezec Magnus Midtbø, jemuž se ale boulder překonat nepodařilo.